# Viktor Hufnagl
Viktor Hufnagl (* 13. August 1922 in Neukirchen, Gemeinde Altmünster; † 23. Jänner 2007 in Wien) war ein österreichischer Architekt.

## Leben

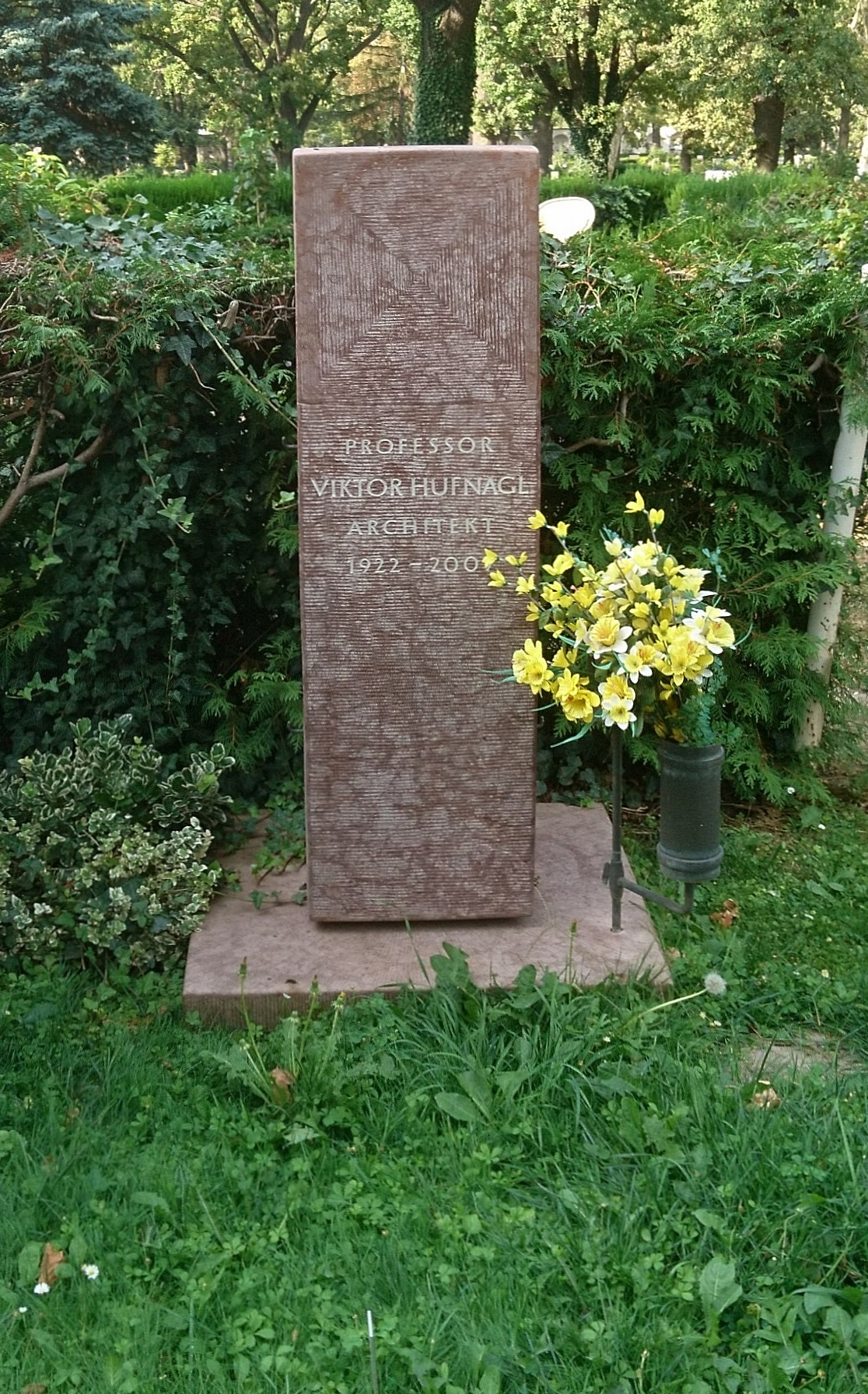
Feuerhalle Simmering, Grabstätte von Viktor Hufnagl

Er studierte Architektur an der Akademie der bildenden Künste bei Clemens Holzmeister in Wien und war seit 1956 als freischaffender Architekt tätig. Seine zentralen Themen waren Schulen und der Wohnbau.
Hufnagl begründete 1965 „aus Unzufriedenheit mit den bestehenden Verhältnissen in Architektur und Städtebau zusammen mit Friedrich Achleitner, Maria Biljan-Bilger, Sokratis Dimitriou, Wolfgang Gleissner, Friedrich Kurrent und Traude und Wolfgang Windbrechtinger die ÖGFA Österreichische Gesellschaft für Architektur“. Er war Ehrenmitglied des Wiener Künstlerhauses und erhielt 1997 den Kulturpreis des Landes Oberösterreich.
Am 23. Januar 2007 starb er in einem Wiener Krankenhaus an den Folgen eines grippalen Infekts. Sein Grab befindet sich im Urnenhain der Feuerhalle Simmering (Abteilung 7, Ring 3, Gruppe 3, Nummer 21). Es zählt zu den ehrenhalber gewidmeten bzw. ehrenhalber in Obhut genommenen Grabstellen der Stadt Wien.

## Werke
| Foto |                 | Baujahr                                                                                | Name | Standort                                  | Beschreibung | Metadaten |
| --- | --------------- | -------------------------------------------------------------------------------------- | --- | ----------------------------------------- | --- | --- |
| BW | Datei hochladen | 1952–1954                                                                              | VS Reiterndorf, Bad Ischl | Standort                                  | | P84(Architekt):Viktor Hufnagl P131(Ort):Bad Ischl Region-ISO:AT-4                                                                                                 |
| ja | Datei hochladen | 1955–1960                                                                              | Hauptschule Strobl am Wolfgangsee | Standort                                  | Anmerkung: | P84(Architekt): P131(Ort): |
| ja | Datei hochladen | 1960–1963                                                                              | Volksschule und Sonderschule Concordiastraße Bad Ischl | Standort                                  | Neubau und Inneneinrichtung (zusammen mit Heinz Karbus) | P84(Architekt): P131(Ort): |
| BW | Datei hochladen | 1962–1965                                                                              | VS Erweiterung, Gschwand bei Gmunden | Standort                                  | | P84(Architekt):Viktor Hufnagl P131(Ort):Gschwandt Region-ISO:AT-4                                                                                                 |
| BW | Datei hochladen | 1962–1965                                                                              | VS Hallstatt | Standort                                  | | P84(Architekt):Viktor Hufnagl P131(Ort):Hallstatt Region-ISO:AT-4                                                                                                 |
| BW | Datei hochladen | 1963–1967                                                                              | Wohnhausanlage Münsterfeldsiedlung | Münsterstraße 24–31, Altmünster Standort  | | P84(Architekt):Viktor Hufnagl P131(Ort):Altmünster Region-ISO:AT-4                                                                                                |
| ja | Datei hochladen | 1964–1969                                                                              | Hauptschule Altmünster, Neubau HERIS-ID: 101125 Objekt-ID: 117437 | Marktstraße 29 Standort                   | | P84(Architekt):Viktor Hufnagl P131(Ort):Altmünster Region-ISO:AT-4                                                                                                |
| ja | Datei hochladen | 1964–1968, Renovierung 2003                                                            | Hauptschule Weiz, Teil einer in zwei Phasen realisierte Anlage mit zwei Schultypen HERIS-ID: 113896 Objekt-ID: 132282 | Offenburgergasse 21 Standort              | Österreichischer Bauherrenpreis 1968 Denkmalschutz, Öffentliche Diskussion um Abrisspläne, August 2024 → Hauptartikel: Schulzentrum Offenburger Gasse Anmerkung: | P84(Architekt):Viktor Hufnagl P131(Ort):Weiz Region-ISO:AT-6 |
| ja [[Vorlage:Bilderwunsch/code!/C:47.481502,12.059888!/D:Bundesschulzentrum Wörgl. Räumlich gestaffeltes modulares System gem. mit Fritz Gerhard Mayr. Modellschule im Rahmen des Forschungsauftrags „Vorfertigung im Schulbau“ vom Bundesministerium für Bauten und Technik. Innsbrucker Straße 34 Foto des Stiegenhauses!/\|BW]] | Datei hochladen | 1970–197. Generalsanierung und Erweiterung bis 2003 durch Gody Kühnis und Peter Märkli | Bundesschulzentrum Wörgl. Räumlich gestaffeltes modulares System gem. mit Fritz Gerhard Mayr. Modellschule im Rahmen des Forschungsauftrags „Vorfertigung im Schulbau“ vom Bundesministerium für Bauten und Technik. HERIS-ID: 72087 Objekt-ID: 85304 TKK: 6206 | Innsbrucker Straße 34 Standort            | | P84(Architekt):Viktor Hufnagl, Fritz Gerhard Mayr P131(Ort):Wörgl Region-ISO:AT-7                                                                                 |
| ja | Datei hochladen | 1976–1980                                                                              | Wohnhausanlage Am Schöpfwerk, Wien Wiener Wohnen: 935, 933, 936, … | Standort                                  | → Hauptartikel : Am Schöpfwerk f1 | P84(Architekt):Viktor Hufnagl, Joachim Peters, Michael Pribitzer, Fritz Waclawek, Traude Windbrechtinger, Wolfgang Windbrechtinger P131(Ort):Wien Region-ISO:AT-9 |
| ja | Datei hochladen | 1979–1981                                                                              | Kirche Am Schöpfwerk, Wien HERIS-ID: 28908 Objekt-ID: 25519 | Lichtensterngasse 4 Standort              | → Hauptartikel : Kirche zum Akathist der Allerheiligsten Gottesmutter Maria (Wien) f1                                                                            | P84(Architekt):Viktor Hufnagl P131(Ort):Wien Region-ISO:AT-9 |
| ja | Datei hochladen | 1983                                                                                   | Wohnhausanlage Gerasdorfer Straße 61 | Gerasdorfer Straße 61, 1210 Wien Standort | Österreichischer Bauherrenpreis 1984 | P84(Architekt):Viktor Hufnagl P131(Ort):Wien Region-ISO:AT-9 |
| ja | Datei hochladen | 1986–1987                                                                              | Josef-Hala-Hof Wiener Wohnen: 297 | Schulgasse 19 Standort                    | | P84(Architekt):Viktor Hufnagl P131(Ort):Wien Region-ISO:AT-9 |
| BW | Datei hochladen | 1991–1993                                                                              | Wohnhausanlage Brünner Straße 209–211 | Brünner Straße 209–211, Wien 21 Standort  | | P84(Architekt):Viktor Hufnagl P131(Ort):Wien Region-ISO:AT-9 |
| BW | Datei hochladen | 1993                                                                                   | Wohnanlage Zschokkegasse | Zschokkegasse 91, 1220 Wien Standort      | | P84(Architekt):Viktor Hufnagl P131(Ort):Wien Region-ISO:AT-9 |
| ja | Datei hochladen | 1993–1995                                                                              | Wohnhausanlage Otto-Felix-Kanitz-Hof Wiener Wohnen: 1527 | Kummergasse 7 Standort                    | mit Josef Fürstl | P84(Architekt):Viktor Hufnagl, Josef Fürstl P131(Ort):Wien Region-ISO:AT-9                                                                                        |

## Ausstellungen
- Geometrien des Lebens. Materialien zu Viktor Hufnagl (1922–2007). Österreichische Gesellschaft für Architektur, Franz Josefs Kai 3 in Wien, Raum für zeitgenössische Kunst, 17. September 2022 – 30. Oktober 2022.[9]